# Сентервил (Ајова)
Сентервил (енгл. Centerville) град је у америчкој савезној држави Ајова. По попису становништва из 2010. у њему је живело 5.528 становника.

## Демографија
Према попису становништва из 2010. у граду је живело 5.528 становника, што је -396 (-6.7%) становника више него 2000. године.
| Група             | 2000.         | 2010.         |
| Белци             | 5.711 (96,4%) | 5.267 (95,3%) |
| Афроамериканци    | 48 (0,8%)     | 51 (0,9%)     |
| Азијати           | 22 (0,4%)     | 19 (0,3%)     |
| Хиспаноамериканци | 90 (1,5%)     | 106 (1,9%)    |
| Укупно            | 5.924         | 5.528         |